# Rallye Monte Carlo 2005

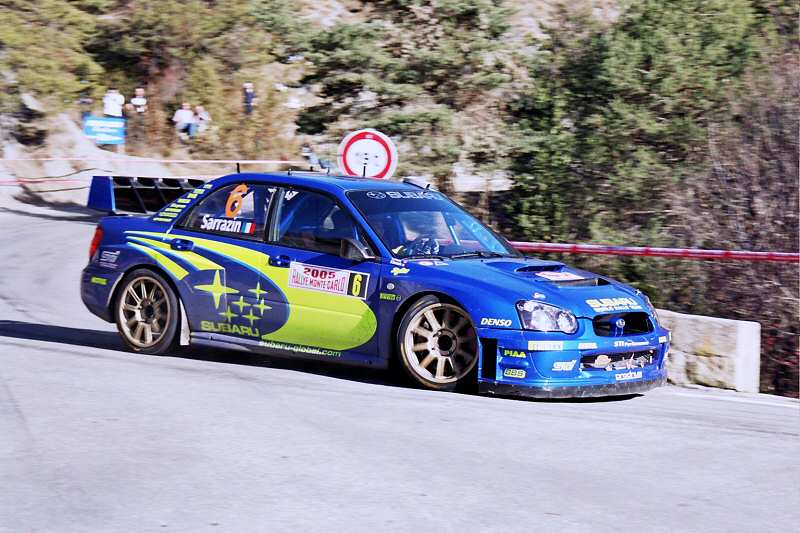
Stéphane Sarrazin mit dem Subaru Impreza S10 WRC bei der Rallye Monte Carlo 2005.

Die 73. Rallye Monte Carlo war der erste von 16 FIA-Weltmeisterschaftsläufen 2005. Die Rallye bestand aus 15 Wertungsprüfungen und wurde zwischen dem 21. und dem 23. Januar gefahren.

## Meldeliste
| Nr | Fahrer            | Co-Pilot                 | Auto                   | Klasse |
| -- | ----------------- | ------------------------ | ---------------------- | ------ |
| 1  | Sébastien Loeb    | Daniel Elena             | Citroën Xsara WRC      | WRC    |
| 2  | François Duval    | Stéphane Prévot          | Citroën Xsara WRC      | WRC    |
| 3  | Toni Gardemeister | Jakke Honkanen           | Ford Focus RS WRC      | WRC    |
| 4  | Roman Kresta      | Jan Tomanek              | Ford Focus RS WRC      | WRC    |
| 5  | Petter Solberg    | Phil Mills               | Subaru Impreza S10 WRC | WRC    |
| 6  | Stéphane Sarrazin | Patrick Pivato           | Subaru Impreza S10 WRC | WRC    |
| 7  | Marcus Grönholm   | Timno Rautiainen         | Peugeot 307 WRC        | WRC    |
| 8  | Markko Märtin     | Michael Park             | Peugeot 307 WRC        | WRC    |
| 9  | Harri Rovanperä   | Risto Pietiläinen        | Mitsubishi Lancer WRC  | WRC    |
| 10 | Gilles Panizzi    | Hervé Panizzi            | Mitsubishi Lancer WRC  | WRC    |
| 11 | Armin Schwarz     | Klaus Wicha              | Škoda Fabia WRC        | WRC    |
| 12 | Alexandre Bengué  | Caroline Escudera-Bengué | Škoda Fabia WRC        | WRC    |
| 14 | Antony Warmbold   | Damien Connolly          | Ford Focus RS WRC      | WRC    |
| 61 | Didier Auriol     | Denis Giraudet           | Peugeot 206 WRC        | WRC    |
| 62 | Manfred Stohl     | Ilka Minor               | Citroën Xsara WRC      | WRC    |
| 63 | Xevi Pons         | Oriol Julia Pascual      | Peugeot 206 WRC        | WRC    |

Quelle:

## Klassifikationen

### Endergebnis
| Rang   | Fahrer               | Co-Pilot            | Auto                     | Zeit      | Rückstand | Punkte |
| ------ | -------------------- | ------------------- | ------------------------ | --------- | --------- | ------ |
| WRC    |                      |                     |                          |           |           |        |
| 1      | Sébastien Loeb       | Daniel Elena        | Citroën Xsara WRC        | 4:13:05.6 |           | 10     |
| 2      | Toni Gardemeister    | Jakke Honkanen      | Ford Focus RS WRC 04     | 4:16:03.9 | 2:58.3    | 8      |
| 3      | Gilles Panizzi       | Hervé Panizzi       | Mitsubishi Lancer WRC 05 | 4:16:45.7 | 3:40.1    | 6      |
| 4      | Markko Märtin        | Michael Park        | Peugeot 307 WRC          | 4:18:33.3 | 5:27.7    | 5      |
| 5      | Marcus Grönholm      | Timo Rautiainen     | Peugeot 307 WRC          | 4:20:39.4 | 7:33.8    | 4      |
| 6      | Manfred Stohl        | Ilka Minor          | Citroën Xsara WRC        | 4:21:14.5 | 8:08.9    | 3      |
| 7      | Harri Rovanperä      | Risto Pietiläinen   | Mitsubishi Lancer WRC 05 | 4:21:34.9 | 8:29.3    | 2      |
| 8      | Roman Kresta         | Jan Tománek         | Ford Focus RS WRC 04     | 4:22:23.7 | 9:18.1    | 1      |
| JWRC   |                      |                     |                          |           |           |        |
| 1 (11) | Kris Meeke           | Glenn Patterson     | Citroën C2 S1600         | 4:35:55.6 |           | 10     |
| 2 (12) | Kosti Katajamäki     | Timo Alanne         | Suzuki Ignis S1600       | 4:36:10.1 | 0:14.5    | 8      |
| 3 (13) | Alan Scorcioni       | Silvio Stefanelli   | Suzuki Ignis S1600       | 4:37:35.9 | 1:40.3    | 6      |
| 4 (23) | Dani Sordo           | Marc Martí          | Citroën C2 S1600         | 4:38:22.1 | 2:26.5    | 5      |
| 5 (16) | Luca Betti           | Giovanni Agnese     | Renault Clio S1600       | 4:39:19.2 | 3:23.6    | 4      |
| 6 (18) | Per-Gunnar Andersson | Jonas Andersson     | Suzuki Ignis S1600       | 4:39:55.8 | 4:00.2    | 3      |
| 7 (19) | Guy Wilks            | Phil Pugh           | Suzuki Ignis S1600       | 4:40:46.9 | 4:51.3    | 2      |
| 8 (20) | Pavel Valoušek       | Pierangelo Scalvini | Suzuki Ignis S1600       | 4:41:10.4 | 5:14.8    | 1      |

### Wertungsprüfungen
| Tag                                    | WP                                     | Name                       | Länge    | Start MEZ                                                                        | Fahrer                                                                                     | Auto              | Zeit    | ø km/h | Leader         |
| -------------------------------------- | -------------------------------------- | -------------------------- | -------- | -------------------------------------------------------------------------------- | ------------------------------------------------------------------------------------------ | ----------------- | ------- | ------ | -------------- |
| Tag 1 21. Jan.                         | WP1                                    | Ilonse – Pierlas 1         | 22,93 km | 08:35                                                                            | Sébastien Loeb                                                                             | Citroën Xsara WRC | 17:18.6 | 79,5   | Sébastien Loeb |
| Tag 1 21. Jan.                         | WP2                                    | St. Antonin – Toudon 1     | 20,16 km | 09:50                                                                            | Marcus Grönholm                                                                            | Peugeot 307 WRC   | 14:05.4 | 85,8   | Sébastien Loeb |
| Tag 1 21. Jan.                         | Service Park Monaco 11:34 Uhr (30 Min) |                            |          |                                                                                  |                                                                                            |                   |         |        | Sébastien Loeb |
| Tag 1 21. Jan.                         | WP3                                    | Lantosque – Col de Braus 1 | 32,71 km | 13:24                                                                            | Sébastien Loeb                                                                             | Citroën Xsara WRC | 23:44.8 | 82,6   | Sébastien Loeb |
| Tag 1 21. Jan.                         | Service Park Monaco 14:54 Uhr (30 Min) |                            |          |                                                                                  |                                                                                            |                   |         |        | Sébastien Loeb |
| Tag 1 21. Jan.                         | WP4                                    | Lantosque – Col de Braus 2 | 32,71 km | 16:44                                                                            | Sébastien Loeb                                                                             | Citroën Xsara WRC | 23:37.0 | 83,1   | Sébastien Loeb |
| Tag 1 21. Jan.                         | Service Park Monaco 18:14 Uhr (45 Min) |                            |          |                                                                                  |                                                                                            |                   |         |        | Sébastien Loeb |
| Tag 2 22. Jan.                         |                                        |                            |          |                                                                                  |                                                                                            |                   |         |        | Sébastien Loeb |
| Service Park Monaco 06:45 Uhr (10 Min) |                                        |                            |          |                                                                                  |                                                                                            |                   |         |        | Sébastien Loeb |
| WP5                                    | Col de Braus – Lantosque               | 32,62 km                   | 07:52    | Sébastien Loeb                                                                   | Citroën Xsara WRC                                                                          | 24:08.1           | 81,1    |        | Sébastien Loeb |
| Service Park Monaco 09:52 Uhr (30 Min) |                                        |                            |          |                                                                                  |                                                                                            |                   |         |        | Sébastien Loeb |
| WP6                                    | Toudon – St. Antonin 1                 | 19,52 km                   | 11:47    | Sébastien Loeb Alexandre Bengué                                                  | Citroën Xsara WRC Škoda Fabia WRC                                                          | 13:38.8           | 85,8    |        | Sébastien Loeb |
| WP7                                    | Pont Des Miolans – Les Sausses 1       | 28,41 km                   | 12:22    | Marcus Grönholm Petter Solberg Sébastien Loeb Alexandre Bengué Toni Gardemeister | Peugeot 307 WRC Subaru Impreza S10 WRC Citroën Xsara WRC Škoda Fabia WRC Ford Focus RS WRC | 20:01.6           | 85,1    |        | Sébastien Loeb |
| Service Park Monaco 14:32 Uhr (30 Min) |                                        |                            |          |                                                                                  |                                                                                            |                   |         |        | Sébastien Loeb |
| WP8                                    | Toudon – St. Antonin 2                 | 19,52 km                   | 16:27    | Gilles Panizzi                                                                   | Mitsubishi Lancer WRC                                                                      | 13:44.9           | 85,2    |        | Sébastien Loeb |
| WP9                                    | Pont Des Miolans – Les Sausses 2       | 28,41 km                   | 17:02    | Sébastien Loeb                                                                   | Citroën Xsara WRC                                                                          | 20:09.4           | 84,6    |        | Sébastien Loeb |
| Service Park Monaco 19:12 Uhr (45 Min) |                                        |                            |          |                                                                                  |                                                                                            |                   |         |        | Sébastien Loeb |
| Tag 3 23. Jan.                         |                                        |                            |          |                                                                                  |                                                                                            |                   |         |        | Sébastien Loeb |
| Service Park Monaco 06:40 Uhr (10 Min) |                                        |                            |          |                                                                                  |                                                                                            |                   |         |        | Sébastien Loeb |
| WP10                                   | Col de Braus – Col de l’Orme 1         | 7,33 km                    | 07:47    | Petter Solberg                                                                   | Subaru Impreza S10 WRC                                                                     | 05:40.8           | 77,4    |        | Sébastien Loeb |
| WP11                                   | La Cabanette – Lantosque 1             | 19,52 km                   | 08:11    | Petter Solberg                                                                   | Subaru Impreza S10 WRC                                                                     | 13:36.1           | 86,1    |        | Sébastien Loeb |
| WP12                                   | La Bollene Vesubie – Sospel 1          | 31,19 km                   | 08:39    | Roman Kresta                                                                     | Ford Focus RS WRC                                                                          | 22:16.2           | 84,0    |        | Sébastien Loeb |
| Service Park Monaco 10:15 Uhr (30 Min) |                                        |                            |          |                                                                                  |                                                                                            |                   |         |        | Sébastien Loeb |
| WP13                                   | Col de Braus – Col de l’Orne 2         | 7,33 km                    | 11:42    | Marcus Grönholm                                                                  | Peugeot 307 WRC                                                                            | 05:31.6           | 79,6    |        | Sébastien Loeb |
| WP14                                   | La Cabanette – Lantosque 2             | 19,52 km                   | 12:06    | Sébastien Loeb                                                                   | Citroën Xsara WRC                                                                          | 13:31.5           | 86,6    |        | Sébastien Loeb |
| WP15                                   | La Bollene Vesubie – Sospel 2          | 31,19 km                   | 12:44    | Sébastien Loeb                                                                   | Citroën Xsara WRC                                                                          | 21:40.4           | 86,3    |        | Sébastien Loeb |
| Service Park Monaco 14:10 Uhr (20 Min) |                                        |                            |          |                                                                                  |                                                                                            |                   |         |        | Sébastien Loeb |

### Gewinner Wertungsprüfungen
| WP                | Anzahl | Fahrer            | Auto                  |
| ----------------- | ------ | ----------------- | --------------------- |
| 1, 3–7, 9, 14, 15 | 9      | Sébastien Loeb    | Citroën C4 WRC WRC    |
| 2, 7, 13          | 3      | Marcus Grönholm   | Peugeot 307 WRC       |
| 7, 10, 11         | 3      | Petter Solberg    | Subaru Impreza WRC    |
| 6, 7              | 2      | Alexandre Bengué  | Škoda Fabia WRC       |
| 9                 | 1      | Gilles Panizzi    | Mitsubishi Lancer WRC |
| 12                | 1      | Roman Kresta      | Ford Focus RS WRC     |
| 7                 | 1      | Toni Gardemeister | Ford Focus RS WRC     |

### Fahrer-WM nach der Rallye
| Pos. | Fahrer            | Punkte |
| ---- | ----------------- | ------ |
| 1    | Sébastien Loeb    | 10     |
| 2    | Toni Gardemeister | 8      |
| 3    | Gilles Panizzi    | 6      |
| 4    | Markko Märtin     | 5      |
| 5    | Marcus Grönholm   | 4      |

### Team-Weltmeisterschaft
| Pos. | Team           | Punkte |
| ---- | -------------- | ------ |
| 1    | Citroën WRT    | 10     |
| 2    | Ford WRT       | 10     |
| 3    | Mitsubishi WRT | 9      |
| 4    | Peugeot WRT    | 9      |